# Niviventer tenaster
Niviventer tenaster es una especie de roedor de la familia Muridae.

## Distribución geográfica
Se encuentra en India, Birmania, y Vietnam.